# Sesso e filosofia
Sesso e filosofia (Ҷинс ва фалсафа) è un film del 2005 diretto da Mohsen Makhmalbaf.

## Trama
Dušanbe, Tagikistan Nel giorno del suo cinquantesimo compleanno John, insegnante di danza, percorre in auto le strade della città. Si ferma per caricare un musicista cieco, pagandolo per suonare e cantare dal sedile posteriore, e nel frattempo telefona con il cellulare a quattro giovani donne che, ognuna a insaputa dell'altra, sono le sue amanti. A tutte dà appuntamento alle 14 alla scuola di danza, raccomandando di essere puntuali perché alle 16 arriveranno le allieve.
Le quattro giovani scoprono con sgomento di non essere la sola donna nel suo cuore. Dopo che si sono incontrate e hanno capito la situazione, sopraggiunge John per spiegare che ha deciso di cambiare vita. Ha amato con sincerità ognuna di loro, anche se contemporaneamente. Una per una, mentre sopraggiungono le ragazzine allieve della scuola di danza, le quattro ricapitolano la loro storia con John.
John ha conosciuto Mariam sull'aereo dove lei lavorava come hostess. Per una casualità, era l'unico passeggero a bordo quel giorno. Un colpo di fulmine. Mariam si incuriosì perché mentre parlava con lei, corteggiandola, John azionava il cronometro che portava sempre con sé: le spiegò che teneva conto di tutti i momenti indimenticabili della propria vita, che in totale ammontavano a 19 ore. Adesso, all'età di cinquant'anni, le ore segnate dal cronometro sono 50: più o meno un'ora di momenti indimenticabili ogni anno di vita.
Più tardi, John incontrò Farzana per caso, all'uscita da un locale dove aveva bevuto qualcosa insieme a un amico poeta. Lei passava per strada, di notte, e lui rimase subito attratto dal suo modo di camminare: le confessa che proprio sulla base del suo passo ha inventato un passo di danza. La notte stessa la seguì nella roulotte dove vive e lei gli permise di dormire dietro un paravento. Ma la svegliò con i propri sospiri e le parole d'amore che le confessò la convinsero a accoglierlo nel suo letto.
L'incontro con Tahmineh risale invece a un ricovero ospedaliero a causa di un'infezione: lei è il medico che l'ha accolto e curato. Rimase impressionata favorevolmente quando le disse di essere poeta di professione, e malgrado fosse disteso sul letto la invitò a partecipare insieme a lui a un reading di poesia la sera stessa, nel parco cittadino. Così è iniziata la loro storia. Dopo la confessione nella scuola di danza, la donna se ne va offesa; John la insegue cercando di spiegare che l'ha comunque amata, come ognuna delle altre tre, ma Tahmineh non si lascia convincere.
Mentre parla con le prime tre fidanzate, l'ultima donna, Malohat, si allontana dalla scuola di danza. Poi fa pervenire a John un messaggio in cui lo invita per la sera a casa propria; quando lui arriva, trova Malohat a tavola con altri tre uomini. Con qualche esitazione, Malohat confessa, dopo quello che ha rivelato John, di essere l'amante di tutti e quattro contemporaneamente. Gli uomini si allontanano disgustati. Malohat sale in auto con John, il quale si è accorto che i suoi stessi argomenti gli si sono ritorti contro.
Malohat scende a un incrocio. John fa salire a bordo il musicista cieco della prima scena, che è ancora in giro con la sua fisarmonica.

## Critica
Il titolo potrebbe portare fuori strada lo spettatore occidentale; in realtà tutto in questo film è allusione, evocazione, simbolo: dal singolo movimento di danza ai dialoghi, dalla scelta di una soggettiva o di un campo medio, dall'immobilità dei corpi al movimento di forme e colori all'interno dell'inquadratura.
Makhmalbaf sperimenta grazie alla struttura narrativa la propria vocazione per un cinema di colori e forme in movimento all'interno dell'atmosfera umida e fangosa di una città post-sovietica. Ossessionato dal tempo che scorre, dalla presunzione di riconoscere la felicità e controllarla con un cronometro, il protagonista riconsidera le sue storie d’amore con quattro donne bellissime e sensuali come se si trattasse di un unico, eterno innamoramento, accompagnato dalla danza che scorre come il tempo sul suo orologio-cronometro. La bella fotografia mostra una scelta di colori che va da tinte molto sature (rosso) a colori pastello, come il rosa e il celeste, o i colori della natura autunnale. Il regista si mostra ossessionato dalla ricerca della precisione dei simboli e dei movimenti, dall'equilibrio nell'astrazione dei corpi e delle parole.
C’è una scena bellissima che invece si distacca da questa cifra stilistica perché incerta, quasi tremolante: la ripresa dall'alto di John e Tahmineh che camminano sottobraccio, con un ombrello rosso, lungo strade di periferia; la gru mobile segue la camminata della coppia fino al momento in cui i due si separano; lei torna indietro di fretta, lui prosegue fino al limite superiore dell’inquadratura, poi torna bruscamente indietro, di corsa, e raggiunge Tahmineh per restituirle l'ombrello, quindi si volta e prosegue la sua strada; si tratta di un'inquadratura enigmatica, bellissima anche per le incertezze dei movimenti di macchina, delicatissimi per lo spostamento della grossa gru lungo la strada.

## Riconoscimenti
Il film è stato premiato al Montreal World Film Festival 2005, e ha rappresentato il Tagikistan alla 78ª edizione dei Premi Oscar, ma fu squalificato perché i sottotitoli in inglese non furono aggiunti entro la scadenza prevista dalla competizione.